# Sololá (stad)
Sololá is een stad en gemeente in Guatemala, gelegen in het gelijknamige departement, waarvan het de hoofdstad is.
De stad ligt tegen een berghelling en kijkt uit over het Meer van Atitlán, dat zo'n zeshonderd meter lager ligt.